# Barrera de capa límite

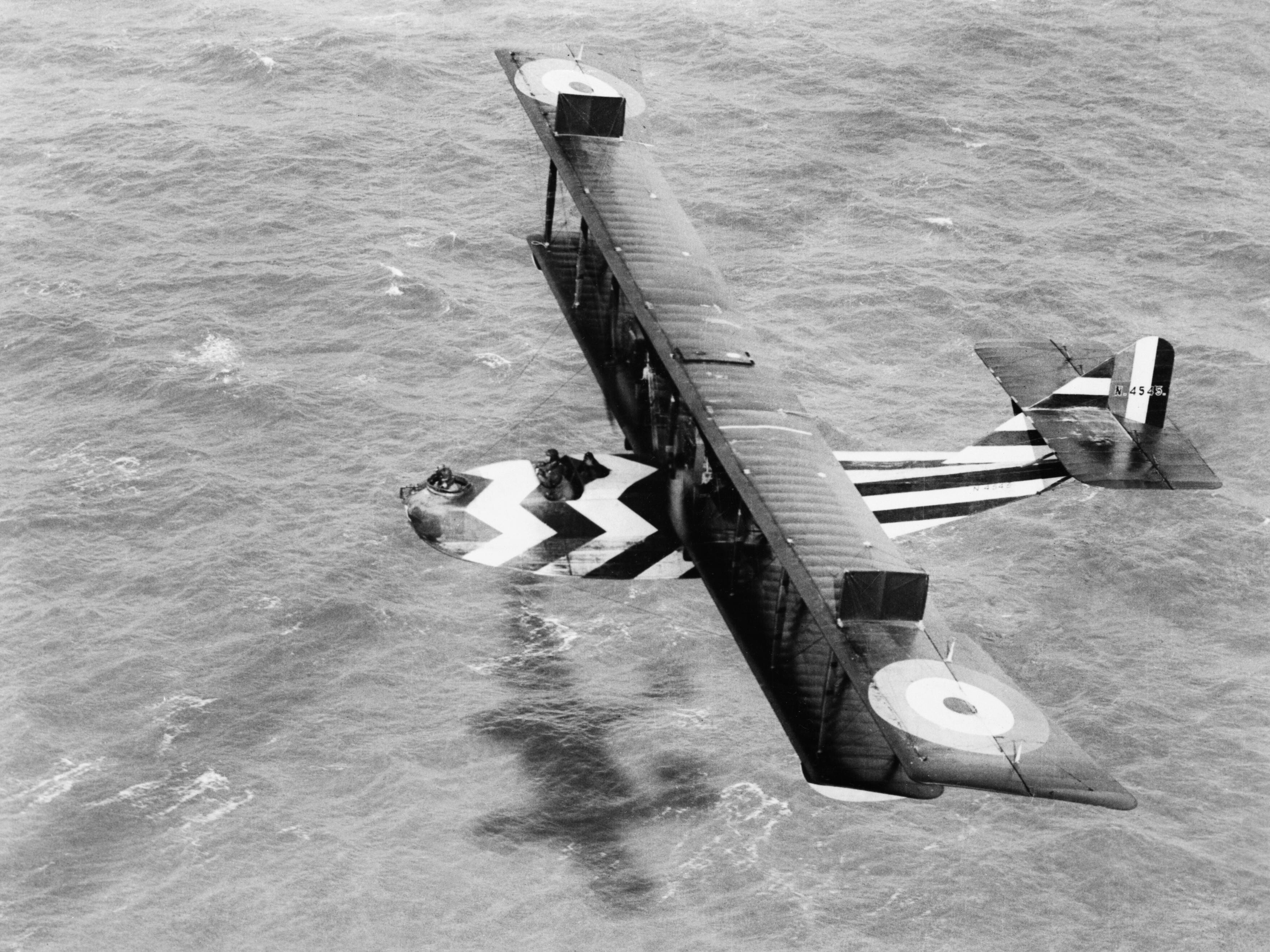
Felixstowe F.2A durante un vuelo de patrulla antisubmarina en la Gran Guerra

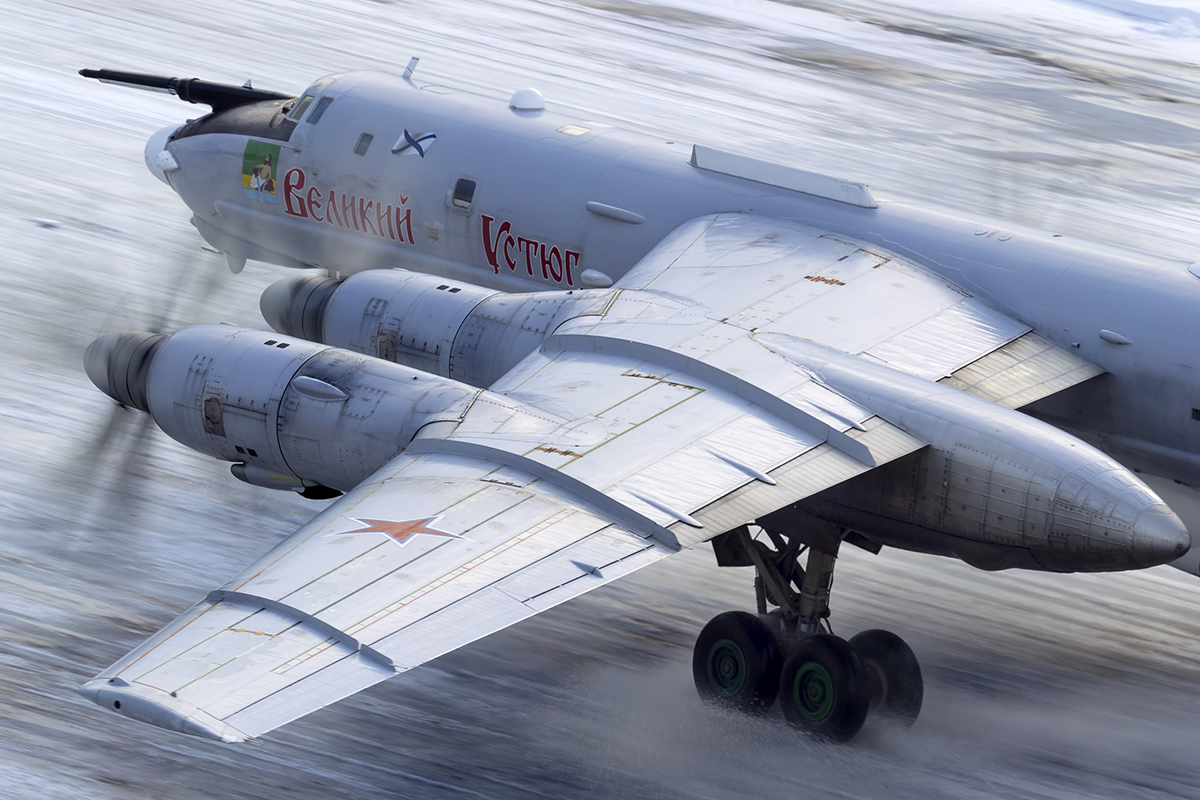
Se instalan tres vallas en el ala de un Tu-95

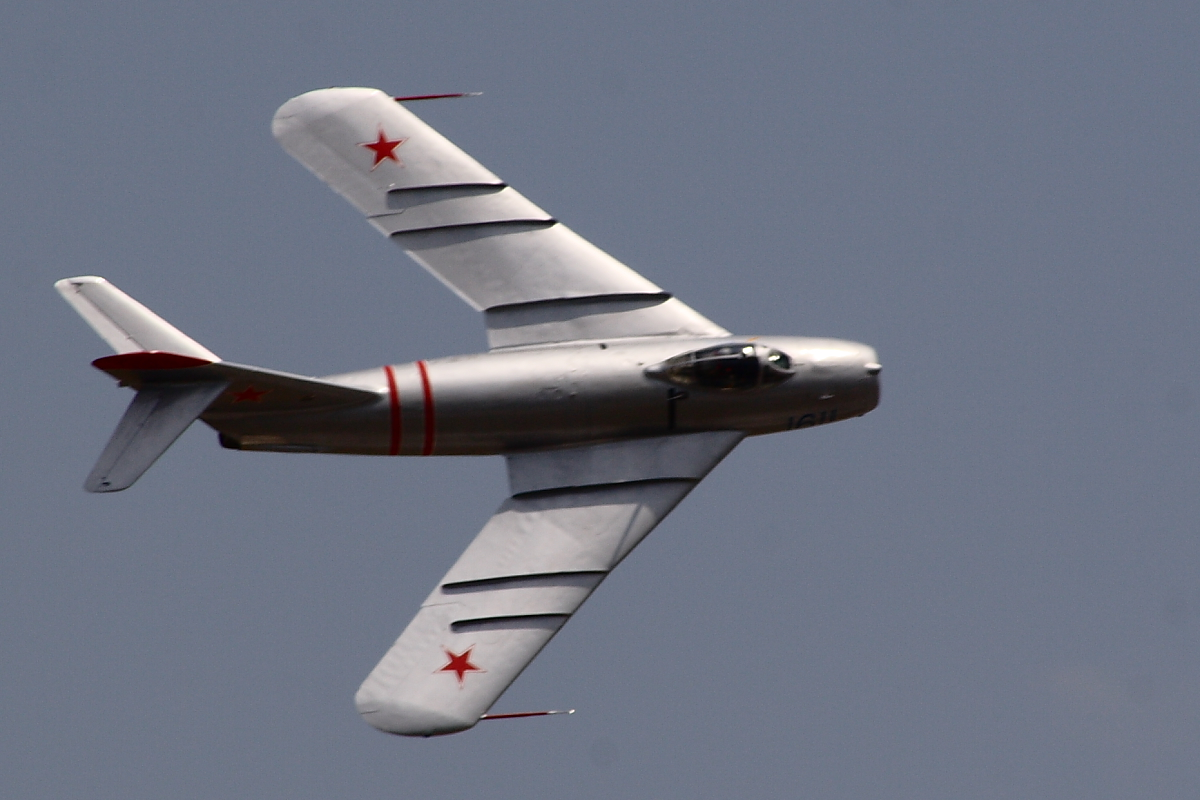
El MiG-17 incluía prominentes vallas en el ala

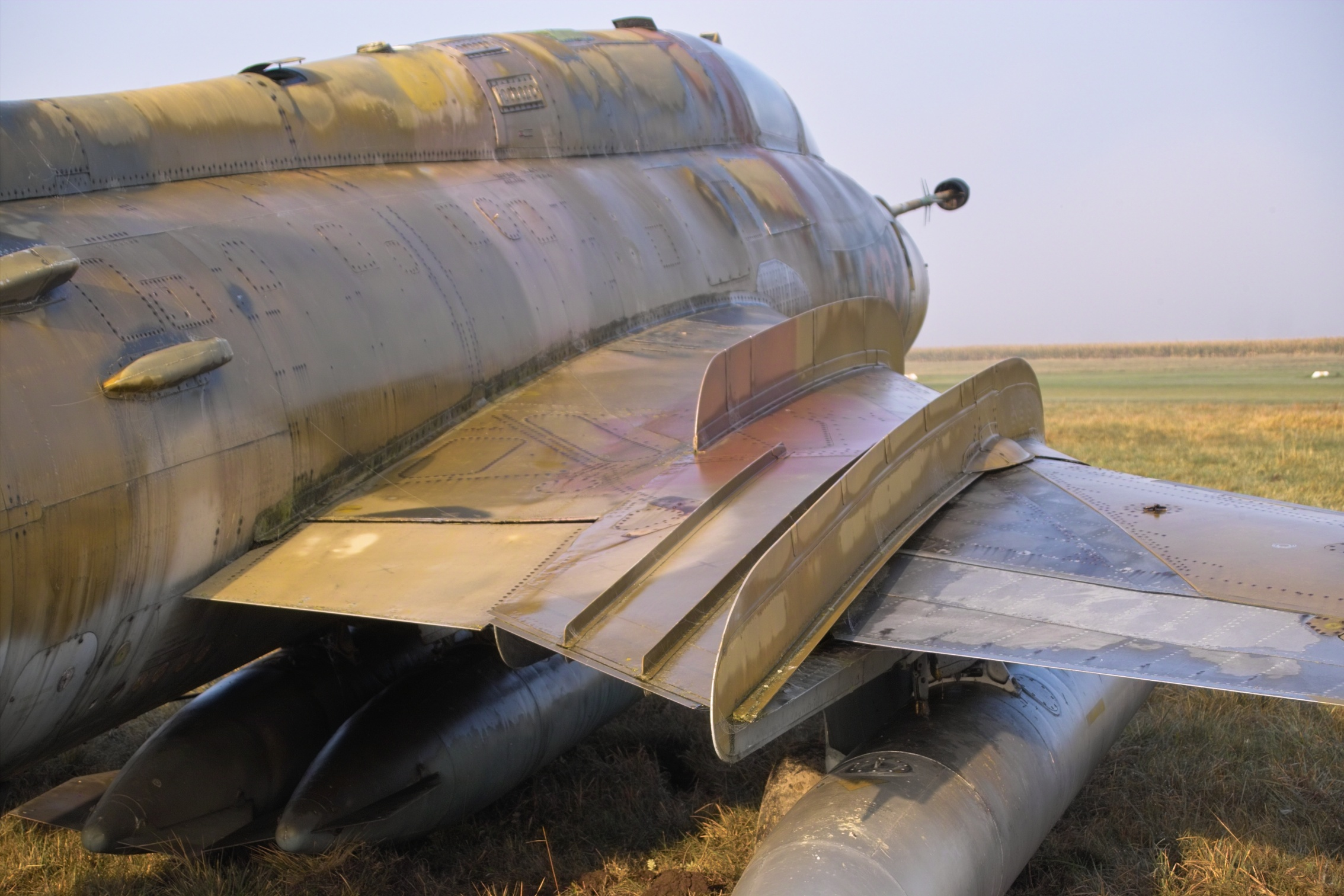
Primer plano de las vallas del ala de un Sukhoi Su-22. Este avión fue utilizado por las antiguas Fuerzas Aéreas de Alemania Oriental y se retiró después de la unificación alemana.

Las barreras de capa límite, también llamadas vallas de ala y vallas potenciales, son dispositivos aerodinámicos fijos que se acoplan a las alas de las aeronaves. A menudo se ven en aviones de ala en flecha. Las vallas de ala son placas planas fijadas a las superficies superiores paralelas a la cuerda del ala y en línea con el flujo de aire de la corriente libre, que normalmente envuelven el borde de ataque. Al obstruir el flujo de aire a lo largo del ala, impiden que toda la ala  entre en pérdida a la vez, a diferencia de los dispositivos de punta de ala, que aumentan la eficiencia aerodinámica al tratar de recuperar la energía del vórtice del ala.
A medida que un avión de ala en flecha se ralentiza hacia la velocidad de pérdida del ala, el ángulo del borde de ataque fuerza parte del flujo de aire hacia los lados, hacia la punta del ala. Este proceso es progresivo: el flujo de aire cerca del centro del ala se ve afectado no solo por el ángulo del borde de ataque, sino también por el flujo de aire a lo largo del ala desde la raíz del ala. En el extremo del ala, el flujo de aire puede acabar siendo casi todo a lo ancho, en lugar de adelante hacia atrás sobre el ala, lo que significa que la velocidad efectiva del aire cae muy por debajo de la pérdida.
Debido a que la geometría de las alas en flecha suele situar los extremos de las alas de una aeronave detrás de su centro de gravedad, la sustentación generada en los extremos de las alas tiende a crear un momento cabeceo hacia abajo con la nariz hacia arriba. Cuando las puntas de las alas entran en pérdida, tanto la sustentación como el momento de cabeceo hacia abajo asociado disminuyen rápidamente. La pérdida del momento de cabeceo hacia abajo deja a la aeronave previamente equilibrada con un momento de cabeceo neto hacia arriba. Esto fuerza la nariz de la aeronave hacia arriba, aumentando el ángulo de ataque y provocando una pérdida de sustentación en una mayor parte del ala. El resultado es un rápido y potente cabeceo hacia arriba, también conocido como  caballito seguido de una pérdida completa, una situación difícil de recuperar para un piloto. La «Danza del sable» (que provocó el accidente de muchos F-100 Super Sabre es un ejemplo notable de este comportamiento.
Las vallas de ala retrasan o eliminan estos efectos al evitar que el flujo en el sentido del tramo se desplace demasiado a lo largo del ala y gane velocidad. Al encontrarse con la valla, el aire se dirige de nuevo sobre la superficie del ala. Entre las soluciones similares se incluyen una muesca o diente de perro en el borde de ataque, como se ve en el Avro Arrow, o el uso de listones, como en las primeras versiones del F-86. Las láminas pueden actuar directamente como vallas, en la forma de sus actuadores, pero también reducen el problema al mejorar la respuesta del ángulo de ataque del ala y mover el punto de pérdida a una velocidad más baja. 

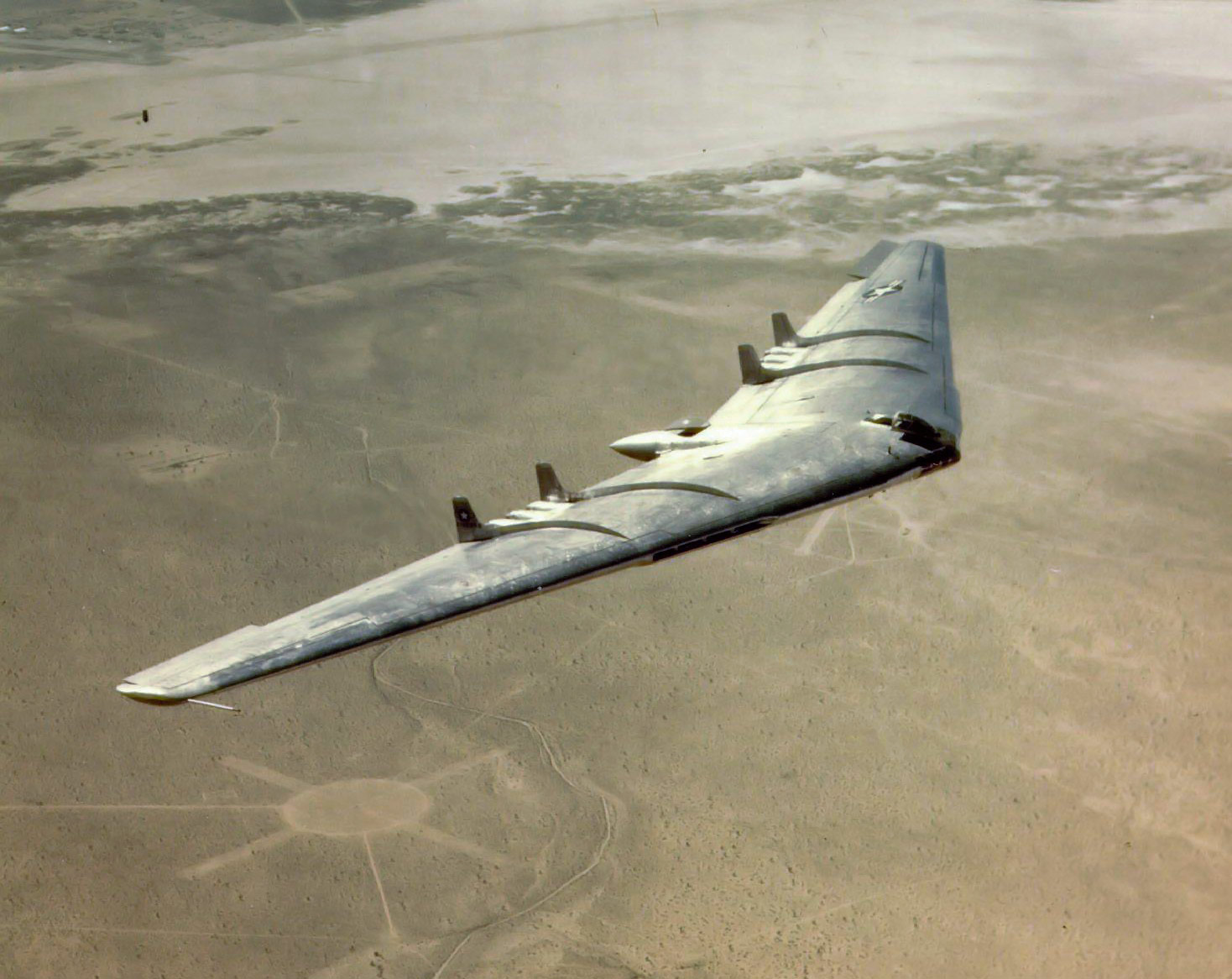
Northrop YB-49 Flying wing, un prototipo de bombardero pesado. Primer vuelo en 1947

 Aunque las vallas de ala sobre el ala se conocen en el Reino Unido desde 1914, probablemente debido al programa de investigación de giro de la RAF iniciado ya en 1912, la invención de las vallas se atribuye a menudo al aerodinámico alemán Liebe de Messerschmitt, con una solicitud de patente en 1938. 
En 1947, tras la introducción de las alas en flecha subsónicas, se implementaron de forma independiente en la URSS y EE. UU. las vallas: Lavochkin La-160, Mikoyan MiG-15, Northrop YB-49, McDonnell XF-85. Pero en la URSS se utilizaron vallas de este tipo con más frecuencia y durante más tiempo, y se hicieron grandes y numerosas: desde el MiG-15 hasta el MiG-25, desde el Tu-128 al Tu-160, del Su-7 al Su-22.
Las vallas de las alas reducen la resistencia inducida al aumentar la altura del sistema de sustentación, pero no son tan eficaces como los dispositivos de las puntas de las alas.